# Pedro Yauri
Pedro Herminio Yauri Bustamante (Huacho, 12 de marzo de 1959-24 de junio de 1992) fue un periodista peruano, secuestrado, asesinado y desaparecido el 24 de junio de 1992 por miembros del Grupo Colina. Yauri abogó por la libertad de la familia Ventocilla, luego que cuatro miembros de esta familia fueran secuestrados por elementos militares el 25 de mayo de 1992.

## Antecedentes
Pedro Yauri había estudiado sociología en la Universidad Nacional José Faustino Sánchez Carrión de Huacho. Estaba casado y tenía tres hijas. También era periodista, y dirigió y locutó el programa de radio Punto Final en la emisora huachana Radio Universal.

### Detención en 1989
En 1989 fue detenido por la Policía peruana debido a la difusión en Punto Final de mensajes a favor del Movimiento Revolucionario Túpac Amaru (MRTA). Su domicilio fue registrado y la fiscalía le imputó el cargo de apología del terrorismo. Fue detenido durante 45 días, pero la investigación no halló vínculos entre el periodista y la organización subversiva; además Yauri alegó que fue amenazado de muerte por los emerretistas para que difundiese la grabación en casete sobre su lucha armada. Al poco tiempo de ser puesto en libertad recibió el premio a Mejor periodista de la provincia de Huaura.

## Secuestro y desaparición

### Situación previa
En 1992, durante el Conflicto Armado Interno, la provincia de Huaura, comprendida dentro del departamento de Lima, había sido declarada zona de emergencia debido a los ataques terroristas por parte de Sendero Luminoso y el MRTA, organizaciones terroristas que amenazaban al gobierno peruano. Huacho, capital de Huaura, había sido señalada por el Servicio de Inteligencia del Ejército como zona roja, por considerarla foco de células terroristas.
El espacio radial Punto Final se caracterizaba por ser crítico al gobierno de Alberto Fujimori. La emisora había habilitado una línea telefónica para que los radioyentes pudiesen realizar sus denuncias públicas sobre casos de corrupción de las autoridades y los excesos de las fuerzas militares en su lucha antisubversiva, así como expresar libremente sus opiniones políticas. Desde su programa Yauri denunció el secuestro de miembros de la familia Ventocilla Castillo (un padre, tres hijos y un nieto), unos campesinos que habían sido detenidos por terroristas.  Los secuestrados fueron hallados muertos y con signo de tortura.

### Secuestro
Pedro Yauri fue secuestrado en un local, ubicado en el jirón Sáenz Peña 279, al costado del Casino Huacho, donde guardaba su equipo radial. En ese momento lo acompañaba su padre, Anastasio Yauri Leandro, quien realizaba labores de vigilancia de la habitación.
Un grupo de siete encapuchados ingresaron en el local sin orden de detención ni de allanamiento, ataron a Anastasio Yauri y se llevaron a Pedro Yauri a punta de pistola. Además se llevaron documentos y una máquina de escribir.
Los miembros del Grupo Colina que participaron directamente en el secuestro fueron:
- Carlos Pichilingüe
- Julio Chuqui Aguirre
- Pablo Atúncar Cama
- Jorge Enrique Ortiz Mantas
- Gabriel Vera Navarrete
- Antonio Pretell Dámaso
- José Alarcón Gonzales

El resto de integrantes del comando paramilitar esperaba en la playa donde habían empezado a excavar una fosa. Al llegar, Pichilingüe entregó a Santiago Martín Rivas, líder del Grupo Colina, a Yauri. Luego, procedieron a interrogar a Yauri sobre personas y direcciones vinculadas a elementos subversivos. Ante su negativa fue torturado y obligado a terminar de cavar el hoyo. Debido a los maltratos físicos, Yauri pidió que le den muerte para acabar con su sufrimiento. Fue asesinado por el agente Jorge Ortiz Mantas, por orden de Martin Rivas, con un tiro en la cabeza.
Se desconoce el lugar donde fue enterrado el cadáver.

## Juicio
En 1995 se promulgó la Ley de amnistía.
Tras muchos esfuerzos por parte de la familia del periodista y las asociaciones civiles, se pudo llevar a juicio a los integrantes del Grupo Colina por los diversos delitos cometidos durante su actividad, entre ellos el secuestro, asesinato y desaparición de Pedro Yauri. El 1 de octubre de 2010 la Primera Sala Penal Especial de la Corte Superior de Justicia de Lima dictó sentencia y condenó a 25 años de prisión por la masacre de Barrios Altos, la masacre del Santa y el caso Yauri al exasesor presidencial Vladimiro Montesinos; a Santiago Martín Rivas; al exjefe del Comando Conjunto de las Fuerzas Armadas, general Nicolás de Bari Hermoza Ríos; y al exjefe de la Dirección de Inteligencia del Ejército (DINTE), general Juan Rivero Lazo; también fueron condenados a diversas penas Julio Salazar Monroe, excomandante general del Ejército, y varios miembros del comando de aniquilamiento. En 2013 la Corte Suprema de Perú ratificó la sentencia y confirmó que se trata de crímenes de lesa humanidad, además dispuso que los condenados y el Estado peruano paguen una reparación civil de S/ 100,000 a los familiares de Pedro Yauri y los de las víctimas del Santa.

## Premios
- 1989: Mejor periodista de la provincia de Huaura.[1]